# Плезант-Сіті (Огайо)
Плезант-Сіті (англ. Pleasant City) — селище (англ. village) в США, в окрузі Гернсі штату Огайо. Населення — 400 осіб (2020).

## Географія
Плезант-Сіті розташований за координатами 39°54′12″ пн. ш. 81°32′38″ зх. д. / 39.90333° пн. ш. 81.54389° зх. д. (39.903274, -81.543808).  За даними Бюро перепису населення США в 2010 році селище мало площу 0,46 км², уся площа — суходіл.

## Демографія
Згідно з переписом 2010 року, у селищі мешкало 447 осіб у 166 домогосподарствах у складі 112 родин. Густота населення становила 978 осіб/км².  Було 187 помешкань (409/км²).
Расовий склад населення:
| - 98,0 % — білих - 0,2 % — азіатів |

До двох чи більше рас належало 1,8 %. Частка іспаномовних становила 1,1 % від усіх жителів.
За віковим діапазоном населення розподілялося таким чином: 28,0 % — особи молодші 18 років, 61,7 % — особи у віці 18—64 років, 10,3 % — особи у віці 65 років та старші. Медіана віку мешканця становила 32,5 року. На 100 осіб жіночої статі у селищі припадало 93,5 чоловіків;  на 100 жінок у віці від 18 років та старших — 94,0 чоловіків також старших 18 років.
Середній дохід на одне домашнє господарство  становив 54 249 доларів США (медіана — 38 393), а середній дохід на одну сім'ю — 48 831 долар (медіана — 38 281). За межею бідності перебувало 15,1 % осіб, у тому числі 21,2 % дітей у віці до 18 років та 7,9 % осіб у віці 65 років та старших.
Цивільне працевлаштоване населення становило 197 осіб. Основні галузі зайнятості: освіта, охорона здоров'я та соціальна допомога — 27,4 %, роздрібна торгівля — 18,8 %, мистецтво, розваги та відпочинок — 12,2 %, будівництво — 10,2 %.